# Nemoria viridicincta
Nemoria viridicincta är en fjärilsart som beskrevs av William Schaus 1901. Nemoria viridicincta ingår i släktet Nemoria och familjen mätare. Inga underarter finns listade i Catalogue of Life.